# LGT Young Soloists

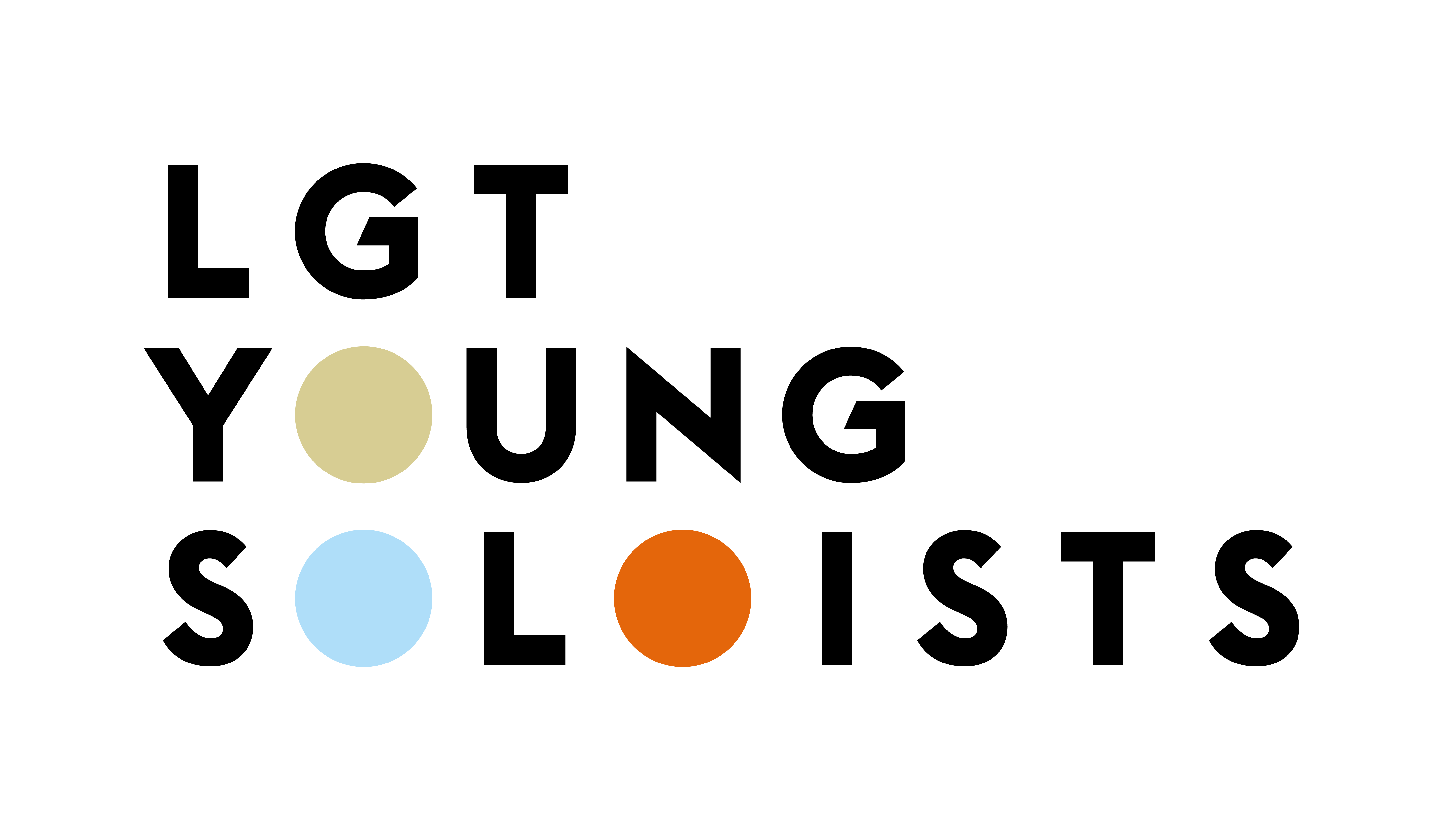
Logo LGT Young Soloists

Die LGT Young Soloists sind ein junges Streicher-Ensemble mit Sitz in der Schweiz, das sich aus Solisten im Alter zwischen 12 und 23 Jahren zusammensetzt. Das Ensemble wurde 2013 vom Violinisten Alexander Gilman und der Pianistin Marina Seltenreich gegründet und wird von dem namensgebenden Finanzunternehmen LGT unterstützt.

## Prinzip
Das Prinzip der LGT Young Soloists besteht darin, begabten Musikern im jugendlichen Alter eine Plattform zu bieten, wo sie unter ihresgleichen als Solisten mit eigenem Orchester auftreten, sich gegenseitig musikalisch begleiten und durch weltweite Auftritte Erfahrungen als Solisten, Kammer- und Orchestermusiker sammeln können. Der Aufbau von Solo- und Orchesterrepertoire sowie die Entwicklung einer eigenen Bühnenpräsenz gehört genauso dazu wie regelmäßige CD- und Videoproduktionen und Auftritte im TV und Radio.

## Tätigkeit
Seit der Gründung in 2013 konzertierte das Ensemble international und trat bei bekannten Festivals und in renommierten Konzertsälen auf. Dazu gehörten Auftritte beim Rheingau Musik Festival, den Dresdner Musikfestspielen, in der Tonhalle Zürich, in der Philharmonie Luxemburg, im Mozarteum Salzburg.

## Tonträger
Die LGT Young Soloists veröffentlichen bisher auf dem Label RCA Red Seal (Sony Music) drei Studio-CDs:
- Nordic Dream (2018)
- Russian Soul (2017)
- Italian Journey (2015)

2017 veröffentlichte das Ensemble eine live-in-concert DVD auf dem Label C-Major unter dem Titel LGT Young Soloists Vol.1.